# Dallinga/Frans Bevers
Dallinga/Frans Bevers is een biljartvereniging uit het Zeeuwse Sluiskil. De club speelt al een aantal jaren mee in de Nederlandse Eredivisie driebanden en werd in 2013 landskampioen en KNBB-Bekerwinnaar.

## Europa Cup 2008
In 2008 nam de club onder de naam Delta/Frans Bevers deel aan de Europa Cup driebanden voor clubteams. In de voorronde won Delta/Frans Bevers met 6-2 van Sala Maria (Italië) en met dezelfde cijfers van BSV Velbert (Duitsland). Bij het finaletoernooi voor de beste zes clubs in het Franse Straatsburg speelde Delta/Frans Bevers met 4-4 gelijk tegen het Belgische Biljart Express, maar na de 0-8 nederlaag tegen het Franse Agipi was Delta/Frans Bever uitgeschakeld.

## Landskampioen & KNBB-Bekerwinnaar 2013
Dallinga/Frans Bevers bereikte de halve finale van de KNBB Beker waarin A1 Biljarts uit Apeldoorn de tegenstander werd. Alle vier de spelers van Dallinga/Frans Bevers wonnen hun partij, waardoor er in totaal met 8-0 werd gewonnen.
In de finale werd TOVV.NL/MCR met 7-1 verslagen en de beker ging mee naar Zeeland.
Caudron en Hofman wonnen hun partij en nadat Leppens en De Bruijn 2 sets hadden gewonnen werden hun partijen niet meer uitgespeeld, omdat het verschil door TOVV.NL/MCR niet meer te overbruggen was.
Dallinga/Frans Bevers was tweede geworden in de Eredivisie Driebanden en moest in de play-offs om het landskampioenschap spelen tegen provinciegenoot Martens. Martens werd verslagen en in de finale trof Frans Bevers de nummer 1 TOVV.NL/MCR. Net als in de bekerfinale werd TOVV.NL/MCR verslagen, maar dit keer was dat over twee wedstrijden (uit en thuis). Dallinga/Frans Bevers had hierdoor zowel de landstitel als de KNBB-Beker gewonnen in een seizoen, dat was de club hiervoor nooit eerder gelukt.

## Europa Cup winnaar 2015
In 2015 won Dallinga/Frans Bevers voor het eerst in de clubhistorie de Europa Cup voor clubteams. De club versloeg het Franse Andernos in de finale met 4-0.
Daarnaast won Dallinga de landstitel en de KNBB-Beker en daarmee dus alle prijzen die er in een seizoen te winnen zijn.

## Erelijst
- Europa Cup 1x (2015)
- Landskampioen 3x (2013, 2014 en 2015)